# Gurli Åberg
Gurli Åberg, nata Gurli Johanna Carolina Åberg, conosciuta anche col soprannome di Gulli (Stoccolma, 14 settembre 1843 – Stoccolma, 2 luglio 1922), è stata un'attrice teatrale svedese.

## Biografia
Figlia illegittima di Johanna Christina Berg e del tenente Carl Wilhelm Bergnéhr (1803-1847), sposato con Charlotta Vilhelmina Christina Philp (1799-1871). Il padre aveva altre due figlie: la cantante lirica Leocadia Gerlach (1826-1919) e l'attrice teatrale Zelma Hedin (1827-1874). Preso da un impulso di gelosia, nel 1847, il padre uccise la madre e si suicidò.
Nel frattempo la bambina era stata affidata ad una famiglia di muratori da cui prese il nome: Åberg. Dall'età di sette anni, dopo la morte del padre adottivo, frequentò danza classica e scuola di recitazione. Nel 1858 entrò alla scuola dell'Accademia del Teatro Reale Drammatico ("Dramaten" comunemente chiamato dagli svedesi). 

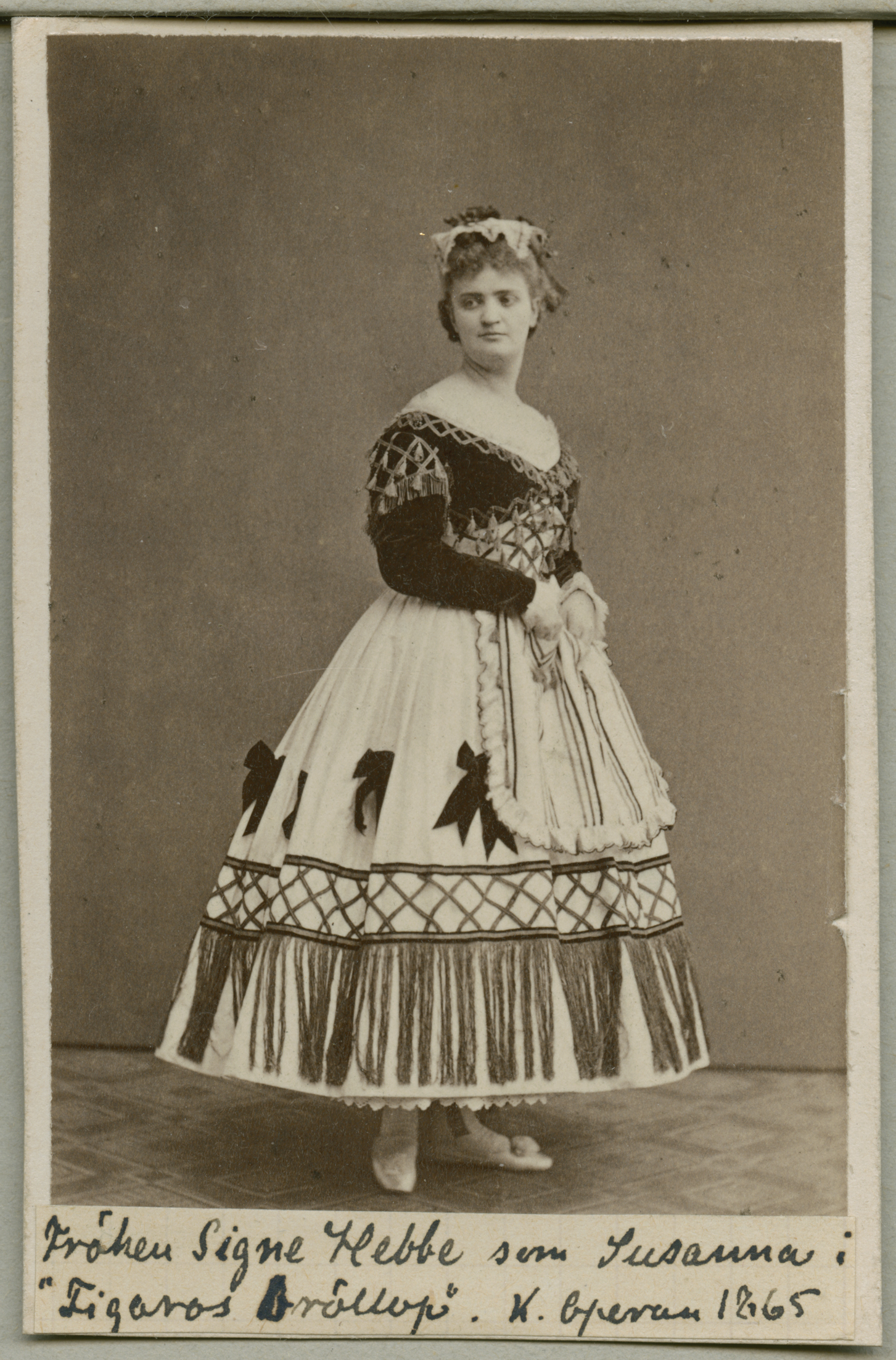
Signe Hebbe come Susanna in Nozze di Figaro, 1865, foto Henri Osti

Nel 1860, a causa dell'improvvisa malattia dell'attrice, le fu assegnato il ruolo di Berthe in Benvenuto Cellini, che rappresentò la sua svolta anche se si trattò di un ruolo minore nell'opera di Hector Berlioz, probabilmente trasposto in commedia. Successivamente venne impiegata al Teatro Reale Drammatico (Kungliga Dramatiska Teatern) dal 1862 al 1868. Ebbe una discreta popolarità interpretando La Pulzella d'Orléans, il celebre dramma di Friedrich Schiller.
Nel 1870 decise di approfondire i suoi studi teatrali a Parigi ma furono interrotti dalla guerra franco-prussiana. Fu allieva del soprano Signe Hebbe negli anni 1877-1883. A partire dai primi anni Settanta, prima al "Dramaten" e poi al Nya Teatern, ricostruito dopo un incendio, che raggiunse l'apice della notorietà, interpretando ruoli che si avvicinavano al suo talento comico, ad esempio quando interpretò alcuni dei ruoli shakespeariani, tra i quali: Molto rumore per nulla, Come vi piace ed altri. Grande successo lo ottenne esibendosi in quella che allora era Kristiania, divenuta poi Oslo, e ad Helsinki.
Nel 1883 sposò l'ingegnere minerario, divenuto in seguito sovrintendente navale, Carl Gustaf Fredrik Ulff (1851–1939), il quale lasciò che la moglie proseguisse nella sua carriera artistica, caso abbastanza insolito per l'epoca. Il suo ritiro dalle scene avvenne nel 1887. Apparve sul palcoscenico anche nel 1890 allo "Stora Teatern" di Göteborg nel ruolo della duchessa Padovani in "La lutte pour la vie" di Alphonse Daudet.
La sua storia è stata trattata nel volume Mod och Försakelse: Livs- och yrkesbetingelser för Konglig Theaterns skådespelerskor 1813-1863 (Coraggio e rinuncia. Condizioni di vita e professionali delle attrici del Teatro Reale 1813-186) di Ingeborg Nordin Hennel, edito nel 1997.